# غازارافين (آراغاتسوتن)
مدينة غازارافين (بالإنجليزية: Ghazaravan)‏ هي إحدى المدن التابعة لمقاطعة آراغاتسوتن في أرمينيا. يقدر عدد سكانها بـ 632 نسمة حسب الإحصاء الذي جرى عام 2011.